# سبخة البحيرة
سبخة البحيرة هي سبخة تقع في ولاية القيروان على الحدود مع ولاية سيدي بوزيد، في الوسط الشرقي التونسي، جنوب غربي مدينة نصر الله.
| سبخة البحيرة |